# IC 1387
IC 1387 ist eine Elliptische Galaxie mit ausgedehnten Sternentstehungsgebieten vom Hubble-Typ E im Sternbild Aquarius auf der Ekliptik. Sie ist schätzungsweise 257 Millionen Lichtjahre von der Milchstraße entfernt und hat einen Durchmesser von etwa 30.000 Lichtjahren.
Im selben Himmelsareal befinden sich u. a. die Galaxien NGC 7069, IC 1381, IC 1384, IC 1385.
Das Objekt wurde am 6. November 1891 von Stéphane Javelle entdeckt.